# Alfrēds Kalniņš
Pour les articles homonymes, voir Kalniņš.
Alfrēds Bruno Jānis Kalniņš, né le 23 août 1879 à Cēsis, alors dans le gouvernement de Livonie – mort le 23 décembre 1951 à Riga, en République socialiste soviétique de Lettonie, est un compositeur, organiste, chef d'orchestre, critique musical et enseignant letton. Il est le fondateur de l’opéra en Lettonie, surtout grâce à son opéra national Baņuta (1920).
Alfrēds Kalniņš est le père du compositeur Jānis Kalniņš (1904-2000).

## Biographie
Alfrēds Kalniņš effectue ses études musicales au Conservatoire de Saint-Pétersbourg avec Homilius pour l'orgue et Liadov pour la composition. Il est ensuite organiste de divers églises luthériennes à Dorpat, Libau et Riga, tout en donnant des récitals d'orgue en Russie.
En 1911, après la disparition tragique du pianiste Emīls Dārziņš, il signe l'un de ses morceaux les plus tragiques, Devant la tombe d'un ami. Il compose le premier l'album de piano pour enfants en Lettonie, Pour la jeunesse (1913).
En 1918-1919, il compose son opéra en quatre actes Baņuta dont la première adaptation acclamée a lieu en 1920 par Ēriks Lauberts. C'est un drame musical qui parle des événements anciens dans l'histoire des tribus baltes, créé dans la tradition de Richard Wagner et des opéras folkloriques épiques russes, avec leurs scènes festives caractéristiques. Le livret est écrit par le professeur de l'université de Lettonie Artūrs Krūmiņš. Leur collaboration se poursuit lors de la création du deuxième opéra de Kalniņš − Les Insulaires (Salinieki) − en 1926, qui ne réitère toutefois pas le succès de Baņuta. En 1926 également, Alfrēds Kalniņš endosse le rôle du chef d'orchestre principal lors du VIe Festival national letton des chants et de danses. Sept ans plus tard, lorsque le compositeur rentre en Lettonie après un long séjour aux États-Unis (1927–1933), après quelques modifications de la mise en scène, son opéra Baņuta est de nouveau représenté sous un autre nom − l’Éveil de la Patrie (Dzimtenes atmoda) −, bien que la musique reste la même. Baņuta est de nouveau adapté à l'opéra de Riga en 1937, cette fois par Jānis Zariņš. Cette seconde version dépasse la première par ses qualités artistiques notamment grâce au chef d'orchestre Jānis Kalniņš.
En 1939, Kalniņš arrange la Marche funèbre (Sēru maršs) de son opéra Baņuta en un solo pour orgue. Après l'occupation de la Lettonie par l'Union soviétique, les standards artistiques changent et le compositeur est contraint de modifier le final tragique de son œuvre en une version optimiste.
De 1944 à 1948, il est recteur du Conservatoire national de Lettonie. Décédé le 23 décembre 1951, le compositeur est enterré à Riga au cimetière boisé.
Alfrēds Kalniņš met en musique près de 250 poèmes d'auteurs lettons. Parmi les plus connues sont les œuvres de Andrievs Niedra (Je m'étonne, 1901), Andrejs Pumpurs (Imanta, 1903), Jānis Poruks (Le Chahut, Il pleut doucement, 1904), Kārlis Jēkabsons (La Patrie, 1905), Kārlis Skalbe (Par ici, mes frères, 1907), Vilis Plūdonis (Le chant d'été du berger, 1916, l'Hymne de la Lettonie, 1917), Jānis Plaudis (Un matin de printemps, 1946), Rainis (Les plaintes de la mer, 1906, Sieste d'un faucheur, 1913, Jour du Seigneur, 1917, Ave Sol!, 1947) arrangés pour le chœur et l'orchestre symphonique.
Son répertoire compte aussi quelque 130 œuvres pour piano (L'Automne, 1900, Près de la Daugava, 1902, Intermezzo, 1904, Ballade, 1905, etc.).

## Œuvre

### piano
Parmi 130 pièces :
- L'Automne (Rudens, 1900)
- Près de la Daugava (Pie Daugavas, 1902)
- Intermezzo (Intermeco, 1904)
- Ballade (Balāde, 1905)
- Devant la tombe d'un ami (Pie drauga kapa, 1911)
- Pour la jeunesse (Jaunībai, 1913)
- Sept morceaux (1913-1915)
- Sept poèmes (1917)
- Quatre Capriccietti (1946-1949)

### Orgue
Parmi une trentaine de pièces :
- Fantasia (1901-1902)
- Pastorale no 1 (1913)

### Musique de chambre
- Élégie pour violon et piano (1904)
- Suite pour violoncelle et piano (1912)
- In modo di ballata, pour violon et piano (1926)

### Orchestre
- Ma patrie, idylle symphonique (1906)
- Chant de la patrie, suite (1915)
- Latvia, poème symphonique (1919)
- En mémoire (1949)

### Mélodies et musique chorale
- Je m'étonne (Brīnos es, 1901) poème d'Andrievs Niedra , pour voix et piano
- Imanta (Imanta, 1903) poème de  Jānis Poruks
- Le Chahut, Il pleut doucement (Tracis, Līst klusi, 1904) poème d'Andrejs Pumpurs
- La Patrie (Dzimtene, 1905) de Kārlis Jēkabsons (lv)
- Idylle de printemps (Ziedoņa idille) poème de Kārlis Skalbe, pour voix et piano (1905)
- Fleur d'automne (Rudeņa zieds) (1906) poème de Jānis Akuraters, pour basse et piano
- Par ici, mes frères (Šurp, brāļi, 1907) poème de Kārlis Skalbe
- À la musique, cantate (1913)
- Le chant d'été du berger, l'Hymne de la Lettonie (Gana dziesma vasarā, 1916, Latvju himna, 1917) poèmes de Vilis Plūdons
- Liberté (Brĩvība ) (1924)
- La Mer, cantate (1929)
- Le drapeau (Karogs) (1943)
- Un matin de printemps (Ziedoņa rīts, 1946) poème de Jānis Plaudis (lv) pour chœur
- Les plaintes de la mer, Sieste d'un faucheur, Jour du Seigneur, Ave Sol (Jūras vaidi, 1906, Pļāvēja diendusa, 1913, Pastardiena, 1917, Ave, sol!, 1947) poèmes de Rainis, cantates.

### Opéras
- Baņuta (1918-1919 ; création, Riga 29 mai 1920). Le premier opéra national Letton.
- Les Insulaires (Salinieki, Riga 1925)
- L'Éveil de la nation (Dzimtenes atmoda, Riga 9 septembre 1933)